# Tiemenguan
Tiemenguan (chinesisch 铁门关市, Pinyin Tiěménguān Shì, uigurisch باشئەگىم شەھىرى, Yengi Baxəgim Xəⱨiri) ist eine am 29. Dezember 2012 gegründete, direkt der Gebietsregierung (und nicht wie andere kreisfreie Städte der Bezirksebene) unterstehende kreisfreie Stadt im Zentrum des Uigurischen Autonomen Gebiets Xinjiang der Volksrepublik China. Sie wurde aus dem Verwaltungsgebiet der Stadt Korla, das sie vollständig umfängt, herausgetrennt. Tiemenguan hat eine Fläche von 590,27 Quadratkilometern und rund 200.000 Einwohner (Ende 2012).

## Administrative Gliederung
Auf Gemeindeebene setzt sich Tiemenguan aus einem Straßenviertel und zwei Großgemeinden zusammen. Diese sind:
- Straßenviertel Zhongxin Chengqu (中心城区街道);
- Großgemeinde Boguqi (博古其镇);
- Großgemeinde Shuangfeng (双丰镇).